# 신트마르턴의 문장

신트마르턴의 문장

신트마르턴의 문장은 떠오르는 태양과 표어가 있는 방패로 구성되어 있다. 방패에는 중앙에 법원, 오른쪽에 국경 기념비, 왼쪽에 주황색 세이지가 그려져있다. 떠오르는 태양 앞에서 날고 있는 것은 신트마르텐의 국조인 갈색 펠리컨이다. 방패 아래에는 라틴어 표어인 Semper progrediens(항상 전진한다)가 있는 리본이 있다.

## 같이 보기
- 신트마르턴의 기
- 네덜란드의 국장